# 위흡혈박쥐속
위흡혈박쥐속(Megaderma)은 위흡혈박쥐과에 속하는 박쥐 속의 하나이다. 2종으로 이루어져 있으며, 동남아시아의 인도와 스리랑카, 태국, 베트남, 캄보디아, 미얀마 그리고 인도 동해안을 따라 발견된다. 큰위흡혈박쥐의 날개 폭이 작은위흡혈박쥐보다 크다.

## 특징
전완장이 56~72mm이고 몸무게가 최대 60g인 중대형 박쥐다. 털이 길다. 주둥이는 가늘고 길다.

## 분포
파키스탄부터 술라웨시섬까지 동양구에 널리 분포한다. 과거에는 유럽과 북아프리카에서도 발견되었다.

## 하위 종
2종으로 이루어져 있다.
- 작은위흡혈박쥐 (M. spasma)
- 큰위흡혈박쥐 (M. lyra)